# 連想ゲーム
『連想ゲーム』（れんそうゲーム）は、1969年4月9日から1991年3月20日まで、NHK総合テレビジョンで放送されたクイズ番組である。映像はカラー放送。音声は当初モノラル放送だったが、1988年4月6日よりステレオ放送となった。

## 概要
1968年4月8日に始まったカラー放送の番組『みんなの招待席』（月曜20:00 - 21:00放送）の1コーナーから始まり、1969年4月9日から独立した番組として放送を開始、1991年3月20日まで22年続いた。
アメリカCBSのクイズ番組『Password』をヒントに得て、製作された。
放送時間は、1969年4月9日から12月17日までは毎週水曜20:00 - 20:30、1970年1月10日から1978年3月25日までは毎週土曜19:30 - 20:00、1978年4月5日からは毎週水曜19:30 - 20:00であった。
土曜放送時代はプロ野球中継など臨時編成が優先されていた関係で休止週が多く、特にナイター対応のために土曜19:30からの90分枠をワイド枠の「土曜スペシャル」が編成され、その第一部扱い（19:30 - 20:00）で当番組が放送された1971年度に関しては、特にナイターシーズンの上半期（4月 - 9月まで）で放送されたのはわずか9回、年間を通じても29回という少なさであった。その後、水曜に移動した後も、夏季（7月末 - 8月にかけて）と年末年始では特集番組のために放送休止が相次ぎ、結果的に『みんなの招待席』時代も含め23年に及ぶ放送期間を誇りながら、放送1000回に到達できないまま放送終了を迎えている（単独番組としては全915回（特集番組を含む）、前身を含めても計962回）。
稀に7時20分から始まる、放送時間が40分の「特集・連想ゲーム」が放送される場合があり、オープニングの得点板も紅組の百の位の桁が「2」になって「7」「20」と表示され、特集だけのクイズも登場する。
男女の解答者がそれぞれ「白・紅」2チームに分かれて競い合う形式は、紅白歌合戦と同じである。
オープニングテーマ終了後の司会者の挨拶は「こんばんは。水曜夜7時半、今夜も連想ゲームでお楽しみください」と言っていたが、徳田章はそのあとに「連想は十人十色と申します。今夜はどんなに楽しい、そしてユニークな連想が飛び出してくるのでしょうか」を追加した。これは、2003年の復刻版でも同様だった。
番組のオープニングとエンディング曲は放送開始から終了まで同じ曲（小森昭宏作曲）が使われた。
番組初期の1969年度には和歌山市・呉市・豊橋市、1970年度には前橋市・鹿沼市・旭川市・東村山市・静岡市において公開録画を行った。

## 番組終了後
- 2003年3月27日、NHKテレビ放送開始50年を記念して復活版『連想ゲーム スペシャル』が放送。なお、放送時間は45分間で、本放送時よりも15分延長された[注 7]。BS2でも同年3月2日に『今夜復活 連想ゲーム 私の秘密』の中で放送された（内容は地上波と同様）。
- 2003年4月13日から1年間、BS2で『アーカイブス・連想ゲーム』として過去の放送分からピックアップして放送された[注 8]。
- 2005年5月16日には、バラエティ番組『きよしとこの夜』の1コーナーとして復活した。
- 2006年11月5日、BS2で放送された『ザ少年倶楽部』で「ひらめけ言葉当てゲーム」として本家・連想ゲームの「勝ち抜きゲーム」を基にしたクイズが行われた。内容は基本的に勝ち抜きゲームと同じである[注 9]。
- 2009年8月6日（8月5日未明）、特番として放送された『WALKING EYES アルクメデス』で、パロディー版「ほうれんそうゲーム」なるものが放送された[注 10]
- 2013年4月から2015年3月まで、当番組のアレンジ版となる『伝えてピカッチ』が放送された。
- 2018年3月21日、当番組の復活アレンジ版となる『連想ゲームNEO』がラジオ第1にて放送された[注 11]。同年8月7日、『連想ゲームNEO』の第2弾がラジオ第1で放送した[注 12][10]。
- 2019年1月3日、『連想ゲームNEO』をベースとした『クイズイマジネーター』を放送。こちらもリスナーからの投稿を元に解答者が答えを導き出すもので、4月から『中山秀征のクイズイマジネーター』としてレギュラー化された。

## 番組の保存状況
放送開始当時、放送用ビデオテープが高価であったことと当番組の保存価値の按分により、しばらくの間、当番組のビデオテープは放送終了後、消去されて使い回された。そのため、NHKアーカイブスで保存される当番組の放送用ビデオテープは、1984年5月23日放送分が最古である。以後1986年が3本、1988年が4本、1989年1月から同年3月まで3本存在する。以降、同年4月26日放送分から放送終了まで、およびその後の復活版等は全放送分が保管される。2024年2月現在、現存する放送分は94回分である。

### 発掘プロジェクト
- 視聴者から1979年3月28日放送分、1982年12月22日放送分・1984年1月4日放送分、山本耕一から1981年8月26日放送分、風間杜夫から1984年2月29日放送分、柳生博から1977年12月10日放送分、2015年11月に杉良太郎から1973年1月20日放送分、水島裕から1980年と1981年の合計4本の放送分[13]、神和住純からは1986年2月19日放送分[14]、漫画家の矢口高雄から1981年放送分[15]、女優の水沢アキから1977年放送分が提供された[16]。なお、現存する最古の映像は、2018年8月に視聴者から提供された「みんなの招待席」時代の1968年5月13日放送分（第5回）[17]である。

## 出演者

### 歴代司会者
司会は何れも当時のNHKアナウンサーが担当した。
- 初代：青木一雄（1968年4月8日 - 1969年3月31日、『みんなの招待席』のコーナー時代）
- 2代目：野村泰治（1969年4月9日 - 1970年3月28日）
- 3代目：井上昌巳（1970年4月11日 - 1972年3月25日）
- 4代目：中江陽三（1972年4月8日 - 1974年3月30日[注 15]）
- 5代目：加治章（1974年4月6日 - 1978年3月25日）
- 6代目：川野一宇（1978年4月5日 - 1981年3月25日）
- 7代目：松平定知（1981年4月1日 - 1984年3月21日[注 16]）
- 8代目：吉川精一（1984年4月4日 - 1987年3月30日）
- 9代目：佐藤充宏（1987年4月8日 - 1989年3月15日）
- 10代目：徳田章（1989年4月5日 - 1991年3月20日）
  - 2003年3月27日放送の、復刻版『連想ゲーム スペシャル』では、徳田が司会を担当した。また、2005年5月16日放送の『きよしとこの夜』の1コーナーの中でも復活し、徳田は司会とキャプテン[注 17]を兼任した[注 18]。2018年3月21日放送の、復刻アレンジ版『連想ゲームNEO』では、徳田がメインパーソナリティーとして司会を担当した。

### キャプテン・解答者
「みんなの招待席」時代は紅白ともにキャプテン+3枠ずつ、独立後は紅白ともにキャプテン席+4枠ずつの設定で、レギュラー出演者は両軍のキャプテンのみであったが、1970年以降、紅組は小山明子、中村メイコ、ロミ・山田、うつみ宮土理ほか、白組は牟田悌三、小沢昭一、長門勇、桂米丸、山田吾一、杉良太郎らが準レギュラー格として出演、徐々に各枠の出演者が固定されていき、1972年4月に1枠増員されたのを機に、キャプテン席+レギュラー4枠+ゲスト1枠（1973年4月からはキャプテン席+レギュラー3枠+ゲスト2枠）の形式が定着した。
1988年3月、佐藤充宏アナから従来のキャプテン・レギュラー解答者がそれぞれ卒業し、同年4月より新メンバー体制になることを発表した（ただし白組・加藤キャプテンのみ残留）。
歴代キャプテン
- 紅組キャプテン
  - 初代：中村メイコ（1968年4月8日 - 1969年3月31日）[18]
  - 2代：江利チエミ（1969年4月9日 - 1970年3月28日[注 20]）
  - 3代：天地総子（1970年4月11日 -  1978年3月25日[注 21]）
  - 4代：水沢アキ（1978年4月5日 - 1979年3月28日、5枠レギュラー解答者からキャプテンに昇格）
  - 5代：中田喜子（1979年4月4日 - 1988年3月16日[注 22]）
  - 6代：藤田弓子（1988年4月6日 - 1991年3月20日）[19]
- 白組キャプテン
  - 初代：加藤芳郎（1968年4月8日 - 1969年3月31日[注 23][注 24]）

「みんなの招待席」の1コーナーとしてスタートした当時にキャプテンを担当。その後一旦降板したが、1年後に再度キャプテンに復帰。以降、番組終了まで20年以上にわたり長く出演を続けていた。
  - 2代：小沢昭一（1969年4月9日 - 1970年3月28日[注 25]）
  - 3代（再）：加藤芳郎（1970年4月11日 - 1991年3月20日[注 26]）

レギュラー解答者
- 初期（レギュラー不在時代）の主な準レギュラー出演者
  - 紅組：小山明子、ロミ・山田、宮城まり子、楠トシエ、久保菜穂子、内海好江、三宅邦子、花柳小菊、樫山文枝、柏木由紀子、山東昭子、小林千登勢、久里千春、入江若葉、うつみ宮土理、日色ともゑ、西尾三枝子、鮎川いずみ、二木てるみ、ジュディ・オング、ほか
  - 白組：馬場のぼる、手塚治虫、一龍斎貞鳳、長門勇、多々良純、山田吾一、桂米丸、荻昌弘、三遊亭圓楽、藤村有弘、岡田眞澄、沢本忠雄、江戸家猫八、三笑亭夢楽、市川門之助、三上真一郎、杉良太郎、寺尾聰、松山政路、林家木久蔵、浜田光夫、森田健作、ほか
- 紅組チーム
  - 1枠
    - 小山明子（1972年4月8日 - 1973年3月31日[注 27]）
    - 安達曈子（1973年4月7日 - 1975年4月26日）

安達降板からロミ・坪内週交代レギュラー起用までの1枠は、主に3枠の檀ふみ又は5枠の木原光知子が週替りで代行。その間の3枠・5枠は一時的にゲスト枠となった。
    - ロミ・山田（1975年11月1日 - 1978年3月25日[注 28]、坪内と週替りで出演）
    - 坪内ミキ子（1975年11月8日 - 1978年3月11日、ロミと週替りで出演。1978年4月5日 - 1988年3月16日、毎週出演）[20]
    - 市毛良枝（1988年4月6日 - 1991年3月20日）

  - 2枠
    - 高田恭子（1972年4月8日 - 1973年3月31日[注 29]）
    - 1973年4月7日以降はゲスト解答者枠[注 30]。

  - 3枠
    - うつみ宮土理（1972年4月8日 - 1973年3月31日[注 31]、1973年4月より5枠へ移動）
    - 檀ふみ（1973年4月7日 - 1988年3月16日[注 32][注 33]）
    - 山形由美（1988年4月6日 - 1991年3月20日）

  - 4枠
    - 菊容子（1972年4月8日 - 1973年3月31日[注 34]）
    - 1973年4月7日- 1991年3月20日はゲスト解答者枠[注 35]。

  - 5枠
    - 1972年4月8日 - 1973年3月31日はゲスト解答者枠。
    - うつみ宮土理（1973年4月7日 - 9月29日、3枠から移動）
    - 和田アキ子（1973年10月6日 - 1974年8月31日[注 36]）

和田降板 - 木原起用までの間はロミ・山田、木の実ナナ、木原光知子、小鹿ミキ、久里千春が週替りで代行。
    - 木原光知子[注 37]（1974年11月16日 - 1975年10月25日）
    - 水沢アキ（1975年11月1日 - 1978年3月25日、1978年4月5日より紅組キャプテンへ昇格）
    - 岡江久美子（1978年4月5日 - 1983年3月16日[注 38]）[21]
    - 中井貴恵（1983年4月6日 - 1987年9月30日[注 39]）

中井の降板後から田中がレギュラー起用までの間は、下記の6名が主に2 - 4週替りで代行。
    - 大地真央（1987年10月7日 - 28日）
    - 鳥居かほり（1987年11月11日 - 12月2日）
    - 新井春美（1987年12月9日・16日・1988年1月6日・2月10日）
    - 手塚理美（1988年1月13日・20日・3月9日・16日）
    - 熊谷真実（1988年1月27日・2月3日）
    - 藤吉久美子（1988年2月24日・3月2日）

    - 田中理佐（1988年4月6日 - 1989年10月11日[注 40]）

田中の降板から中村がレギュラー起用までの間は、山口智子・若村麻由美・森川由加里が週替りで代行。
    - 中村あずさ（1990年1月10日 - 1991年3月20日）
- 白組チーム
  - 1枠
    - 田崎潤（1972年4月8日 - 1973年3月31日[注 41]、1973年4月より3枠へ移動）
    - 三橋達也（1973年4月7日 - 1979年3月28日[注 42]）
    - 渡辺文雄（1979年4月4日 - 1988年3月16日[注 43]）
    - 江守徹（1988年4月6日 - 1991年3月20日[注 44]）

  - 2枠
    - 山田吾一（1972年4月8日 - 1973年3月31日[注 45]）
    - 1973年4月7日 - 1991年3月20日はゲスト解答者枠[注 46]。

  - 3枠
    - 杉良太郎（1972年4月8日 - 1973年3月31日[注 47][注 48]）
    - 田崎潤（1973年4月7日 - 1979年3月28日、1枠から移動）
    - 大和田獏（1979年4月4日 - 1988年3月16日[注 49][注 50]、5枠から移動）
    - 辰巳琢郎（1988年4月6日 - 1991年3月13日[注 51]）

  - 4枠
    - 内田喜郎（1972年4月8日 - 1973年3月31日[注 52]）
    - 1973年4月7日 - 1991年3月20日はゲスト解答者枠[注 53]。

  - 5枠
    - 1972年4月8日 - 1973年3月31日はゲスト解答者枠。
    - 坂本九（1973年4月7日 - 1975年10月25日[注 54]）
    - 沖雅也（1975年11月1日 - 1976年4月3日）
    - 大和田獏（1976年4月10日 - 1979年3月28日[注 55]、1979年4月から3枠へ移動）
    - 蟇目良（1979年4月4日 - 1981年1月21日[注 56]）
    - 田山雅充（1981年1月28日 - 3月25日[注 57]）
    - 水島裕（1981年4月1日 - 1988年3月16日[注 58]）
    - 宍戸開（1988年4月6日 - 1991年3月20日[注 59]）

復刻版（2003年3月）
- 紅組キャプテン：原日出子
  - 紅組解答者：1枠・浅利香津代、2枠・伊藤蘭、3枠・竹下景子、4枠・緒川たまき、5枠・華原朋美
- 白組キャプテン：春風亭小朝
  - 白組解答者：1枠・中村梅雀、2枠・竜雷太、3枠・舞の海秀平、4枠・東貴博、5枠・中村七之助

「連想ゲームNEO」第1回（2018年3月）
- 紅組キャプテン：松井玲奈
  - 紅組解答者：1枠・林田真尋（フェアリーズ）、2枠・宮崎美子
- 白組キャプテン：桐山照史（ジャニーズWEST）
  - 白組解答者：1枠・ホリ、2枠・やくみつる

「連想ゲームNEO」第2回（2018年8月）
- 紅組キャプテン：高城れに（ももいろクローバーZ）
  - 紅組解答者：1枠・横澤夏子、2枠・光浦靖子
- 白組キャプテン：宮田俊哉（Kis-My-Ft2）
  - 白組解答者：1枠・児嶋一哉（アンジャッシュ）、2枠・やくみつる

### アシスタント
- キューピット (エミ,ユミ),Harumi,Hiromi,広田恵子、曽根智子、渡辺まや子、橋本弘子、菊地友理、吉本恵ほか

## ルール
紅組（女性チーム）と白組（男性チーム）の対抗戦。各組は出題キャプテンと5人の解答者で構成された。
1. クイズ開始前、各チームのキャプテンに、アシスタントから答えが書かれたメモが渡され、キャプテンはメモを見ながらヒントを出す。
2. 司会は「○○さん、××さん、○○さん!」または「○○さんと××さんで、○○さん!」[注 61]と指名する。
3. 指名された解答者のチームのキャプテンが一語のヒントを出し、解答者は5秒以内に口答で答える。
なお、キャプテンは原則としてヒントを出せるのは1回につき1個のみである。ただし、うっかりキャプテンが正解を言ってしまうと、その問題はノーカウントとなる。さらに、解答者は基本的に解答の単語は1個しか言えず、不正解の直後に正解を言い直しても認められず、相手チームに解答権が移る[注 62]。
4. 5秒を超えたり、不正解の場合は「ピンポン」と2音のチャイムが鳴って[注 63]相手チームに解答権が移り、キャプテンは同じ要領で解答者にヒントを出す。
5. これを正解が出るか、10問目の最終ヒントが出るまで繰り返し[注 64]、出題終了後は次解答者への問題に移る。もし両チームに正解が答えられない場合は共に無得点となり、司会者が正解を言っていた[注 65]。正解の場合は正解を言った解答者の顔をカメラがズームしていた。

得点は10点から始まり、解答権が移る度に1点減る。正解すると司会が「そうです」「その通り」などと言った後に観客から拍手が起き、その時の得点がチームに加算される。またチャイムの音と同時に正解を答えても、司会が「ピンポンと同時、認めます」または「ピンポン同時、結構です」と言って正解扱いとなるが、完全にチャイムの鳴った後に正解を言っても、認められず相手チームに解答権が移る。また答えが略語で解答の正式名称を答えたり、異なる読み仮名で答えた時、敬語を付け加えて答えた場合なども、司会者が「○○と××、どちらでも結構です」と言って正解になる場合がある。ただし、正解に対して余計な言葉を付けたり、逆に言葉が足りなかったり、読み違いがあったりなど、司会者の裁定で不正解になることがある。さらに、不安などで否定的な言葉を付けて解答を言ってしまうと、実際は正解でも司会者の裁定によって不正解となる。なお観客にはあらかじめ正解が教えられており、正解に近い解答が出ると、チャイムの後観客から拍手（やや近い解答で小さな拍手、非常に惜しい解答で大きな拍手）が起こり、解答者にとって大きなヒントとなる。また、前述したような言い間違いや、「〇〇じゃない…」のような解答をした場合、大抵キャプテンや観客が正解したと勘違いしてリアクションを取ってしまうため、相手チームが察して次の解答者に正解されていた。
ただし、一語でないヒント、正解の漢字と1字でも重なるヒント、ほとんど同じ意味の言葉でのヒントを出して正解が出た場合は違反ヒントとなり、司会の裁量で獲得得点が半分に減らされた。ほか基本的に、名詞以外の言葉も違反ヒントとなる。ただし、相手チームのキャプテンによる違反ヒントで解答者が答えられず、自分チームのキャプテンのヒントに違反がなければ、相手の違反ヒントによって正解しても減点されなかった。なお、本来の解答の同音異義語（またはそれに近い言葉）を連想させるヒントを出しても良い。特に加藤芳郎と藤田弓子は、正解がなかなか出てこず行き詰まった際、意図的に違反ヒントを言い、観客や解答者を笑わせて会場を盛り上げるのがお約束だった。復刻版では固有名詞も違反ヒントとなった。
出題時に正解がテロップ表示されるが、「ワンワンコーナー」終了後の後半戦は、司会者が「ここからは画面に字幕を出しません。テレビをご覧の皆様もご一緒にお楽しみください」と言い、正解のテロップの代わりに四角枠に「?」と表示される。

### クイズの内容
1. オープニング・司会、解答者、アシスタント紹介（司会者の挨拶の後に女性チームから解答者を紹介[注 82]、紹介された解答者は必ずと言っていいほど「こんばんは！」と挨拶していた。男性チームの紹介が終わった後にアシスタントを紹介し、1問目の答えのメモをキャプテンに渡す）
2. 一般問題（15問出題）
3. 3ヒントコーナー（男女1問ずつ、計2問出題）
4. 勝ち抜きゲーム（男女対抗戦、5人抜きで勝ち）
5. ワンワンコーナー（5問出題）
6. 一般問題（時間まで、TVの前に答えの字幕が出されない）
7. 1分ゲーム（男女1ゲームずつ、計2ゲーム出題）
8. 総合得点を発表・エンディング

最初の「2.一般問題」から「6.一般問題」までは1問ごとに先攻が入れ替わる。つまり、1問目が女性チームの先攻であれば、2問目が男性チームの先攻、3問目が女性チームの先攻・・・となり、これが「6.一般問題」の最終問題まで続く。
なお、「4.勝ち抜きゲーム」は全体で1問とされるため、コーナー終わり後の「5.ワンワンコーナー」の最初は「第19問」とされる。つまり「2.一般問題」は15問、「3.3ヒントコーナー」は男女別2問で16問目・17問目、「4.勝ち抜きゲーム」は全体で18問目となる。
ただし、最後の「7.1分ゲーム」はリードしている側が先攻となる。
一般問題
キャプテンのヒントを元に解答者が解答を当てる。解答は名詞（固有名詞を除く）がほとんどだが「正々堂々」など四字熟語が出題される場合もある。
最初の5問は「ある季節を連想させるもの」などの関連性がある言葉が出題される。
3ヒントコーナー（番組終了の半年前頃に廃止）
白組・紅組に1問ずつ問題が出される。キャプテンから3つのヒントを出され、チーム全員で相談して連想される言葉を当てる。通常の問題と異なり、ことわざ・四字熟語・俳句・歌のワンフレーズなどが出題される。正解で10点、不正解で相手チームに解答権が移り、キャプテンが新たな3ヒントを出題して正解で5点、さらに不正解で両者0点となる。
勝ち抜きゲーム（放送初期の頃はなく、途中から追加）
白組と紅組の1対1の対抗戦。出題される言葉には、何かしらの関連性がある「隠しテーマ」と呼ばれるものが存在する。白組は夏みかん、紅組はりんごの置物をそれぞれ持ち、一般問題と同じ要領で対戦する。相手チームの解答者に正解を出されると、自分が持つ果物を相手チームのテーブルの前に置く。キャプテンは最初の解答者を1・3・5枠のレギュラーの中から指名し、解答者の交代は1・3枠の場合は席の並び順、5枠は4枠から逆に交代する。1回勝負がつくごとに、次回からは負けたチームが先攻になる。先に5人勝ち抜いたチームが勝利となり、得点は勝ち負けに関わらず相手チームの果物の数×10点で、違反ヒントがあれば1問につき5点減点、ただしそれによって勝敗が覆ることはない。なお、解答者以外（順番待ちや、出番が終わったメンバー）は「隠しテーマ」をチーム同士で相談することができる。なお、勝ち抜きゲームの終了後、大抵の司会者は勝利チームの解答者に「今日の隠しテーマは何だったでしょうか?」と訪ねていた。また、番組末期の1990年9月12日放送からは、違反ヒントなしで連続3人勝ち抜くと「メロン賞」としてメロンの置物が置かれ、ボーナス30点加算のルールが追加された。
ワンワンコーナー
答えが「わんわん」「にゃんにゃん」のように繰り返し言葉となり、一般問題と同じ要領で当てる。それから派生したクイズで「さんざん」「めちゃくちゃ」「しどろもどろ」「のらりくらり」など、一字違いの繰り返し言葉を当てる「ワンニャンコーナー」、ワンワンコーナーとは逆で、繰り返し言葉をヒントにして正解の言葉を当てる「ワンワンヒントコーナー」という出題も稀にあった。
私の玉手箱
特集・連想ゲームだけで行われるクイズで、ワンワンコーナと後半の一般問題の間に出題される。各チームの解答者がテーマに沿って用意した品物が入っている玉手箱の色をヒントにして、解答者5人とキャプテンの計6人が相手チームの品物を当てる。解答者が出した箱には布がかけられており、出題時に布を外す。解答は司会者と品物を持ってきた解答者しか知らないので、出題時に自分のチームの解答者に耳打ちで解答を伝える。2音のチャイムが鳴ると相手チームの1枠から5枠の解答者、最後にキャプテンの順番で解答する。解答は重複しても良く、1人正解につき10点獲得。これを白組・紅組が交互に5枠の解答者から出題、以降は4枠から逆走して出題し、各チーム5問、計10問出題される。
1分ゲーム
後半戦の問題終了直後（原則、番組終了4分前ごろだが、両チームに大差がついているような場合は遅くなる）でピンポン音が連続で鳴ると「はい、ここで（1分ゲームの）チャイムが鳴りました」「おっと、もうついに時間ですか」等と発言しながら、司会者がタイマーを出し、スタートの合図でタイマーを作動させる「1分ゲーム」がスタートする。紅組・白組共に、テーマに沿った言葉が16問（ただし番組末期は13問）出題され、制限時間1分の間にリレーでどれだけ多く正解できるかを競う。逆転を賭けた番組のラストコーナーだった。
得点の多いチームが先攻で、1分ゲームが始まる。後攻チームは、先攻チームの問題を見ながら出題の傾向を予測していた。
それぞれのチームのアシスタントが、解答者の後ろで答えが記載されたフリップを紙芝居のように掲げ、キャプテンはそれを見ながらヒントを出す。キャプテンが出すヒントの数と解答者が答える回数共に制限はない。正解もしくはパスで、アシスタントがフリップを1枚めくって次の解答を出しながら隣の解答者の後ろに移り、5枠の解答者から1枠の解答者席へは走って移動した。
正解すると、解答者がだるまパネルを1個置く。得点は正解のだるま1個につき10点だが、違反ヒントが出た場合は1問につき5点減点される。そのほか、キャプテンがうっかり正解を言ってしまったり、その問題を本来答える解答者でなく他の人が答えたり、あまりにも悪質な違反ヒントを出した時など、司会者の裁量で0点となる。さらに正解が分からなければ、キャプテン・解答者のどちらかがパスをすることが可能だが、この場合も無得点に扱われる。
全問正解、かつ違反ヒントなしの場合はボーナス50点が加算される。キャプテンはなるべく間を空けず、かつ矢継ぎ早にヒントを出さなければならないため、他のコーナーより違反ヒントが出やすかった。終了後、司会者が各チームの解答及びキャプテンから違反ヒントの有無を確認する。
画面は縦2分割になっており、半分は答える解答者と、もう半分は出題するキャプテンを放映する。その後1分ゲームが、残り時間あと約15～10秒位になると、キャプテンの映像から残時間を示すタイマーへ切り替わっていた。
制限時間の判定は通常問題に準じており、時間切れのベルと同時の解答は有効となる。微妙な際には、司会者が「〇〇まで結構です」「〇〇はダメです」などと言って判定していた。

## その他
- メインの得点板は「みんなの招待席」時代では縦二列の計20個の埋め込み式角ランプで左10個は1-10、右10個は10刻みの10-100で表示するものが紅白一機づつ司会席の背後にセットされていた。また点数盤は円形の手回し式でアシスタント席に置かれ、アシスタント自らが操作していた。独立した1969年以降は各チーム3桁の9×6の電球で表示され、初期は白組が青、紅組が赤で表示されていたが、後に白組が青、紅組がピンクで表示される。また得点板の電球は、初期は1桁につき40個で4の表示が独特であった上、ゲーム開始前の最初の表示は十の桁と一の桁に0が2個表示されていたが、後に1桁につき51個に増やされ、ゲーム開始前の最初の表示も一の位にのみ0が表示されるようになる。電球の各チームのメインの得点板の周りには、10から1の数字のランプがあり、解答権のあるチームが獲得できる得点を表示した[注 107]。
- 白いロングブーツを着用した女性のアシスタントが2人いて、前述の1分ゲームで正解を書いたパネルを掲げるほか、勝ち抜きゲームの小道具を用意したりなどした[注 108]。松平の頃から、出演者紹介の後でアシスタントの名前を字幕スーパー込みで紹介されるようになった。
- 1988年4月、当時の司会が佐藤アナで白組・加藤キャプテンを除く新メンバー体制になった頃から、司会者・キャプテン・解答者の各ネームプレートが置かれるようになる。それ以前は、番組冒頭で各司会者・キャプテン・解答者が「こんばんは！」の挨拶時に、字幕スーパーで表示されていた。ネームプレートを置くようになった後も終了まで字幕スーパーの名前表示は残されていた。
- 得点は、1度獲得点数を表示させてから合計得点が表示される[注 109]。
- 当番組初・前期の頃はキャプテン・レギュラー解答者ともに、レギュラー出演中はNHKから「他局のクイズ番組には一切出演しないように」と通達を受けていた[注 110]。
- 視聴者から「1分ゲームのタイマーの針がずれている」という意見があり、それ以来ゲームに入る前は司会者がタイマーの針を直すようになる。
- 1分ゲームの加藤の似顔絵パネルが青だった時期があった（佐藤時代）。
- 1分ゲームで時間切れになったときの問題にちょうど「降参（こうさん）」と書かれたパネルがあり、加藤の要望でそのパネルを持つアシスタントから渡され、加藤が自ら「降参」のパネル持って敗北宣言する一幕があった。この日の放送は女性チームが勝ったため、まさに文字通りの結果となった。
- 当番組の最終回（1991年3月20日）放送時、ゲスト解答者席の2・4枠にはかつてのレギュラー解答者がそれぞれ登場[注 111]。そして最後の1分ゲームでは、紅組・白組チーム共に13問全て正解し、違反ヒントなしのパーフェクトを達成する[注 112]。尚エンディングでは、9代目司会者・徳田NHKアナが20年以上務めた白組キャプテン・加藤に労いの言葉を贈り、また紅組の5枠レギュラー・中村が思わず涙ぐんでいた。なお、終了後の徳田のアナウンスでは『ゲーム数字でQ』が当番組の後継として紹介されたが放送日は火曜日に移動している（当番組の時間帯には『NHKスペシャル』がスライド）。
- 漫画家の柴門ふみは、この番組に出演して誤答をしたことを夫の弘兼憲史や子どもからも「あの解答はない」と言われ、初期のエッセイではよく「もうテレビには出たくない。漫画家はテレビに出ない方がいい」と語った。
- 特に、当番組で長期間レギュラー解答者を務めた、3枠同士の大和田獏と檀ふみは数々の名勝負を展開。「檀さんと、大和田さんは、檀さん」等という名フレーズが生まれた[22]。
- この番組の出演が縁で大和田獏と岡江久美子は結婚した。なお、仲人は加藤芳郎が務めた。